# Мунія чорноголова
Му́нія чорноголова (Lonchura atricapilla) — вид горобцеподібних птахів родини астрильдових (Estrildidae). Мешкає в Південній і Південно-Східній Азії. Раніше вважався конспецифічним з трибарвною і балійською мунією.

## Опис

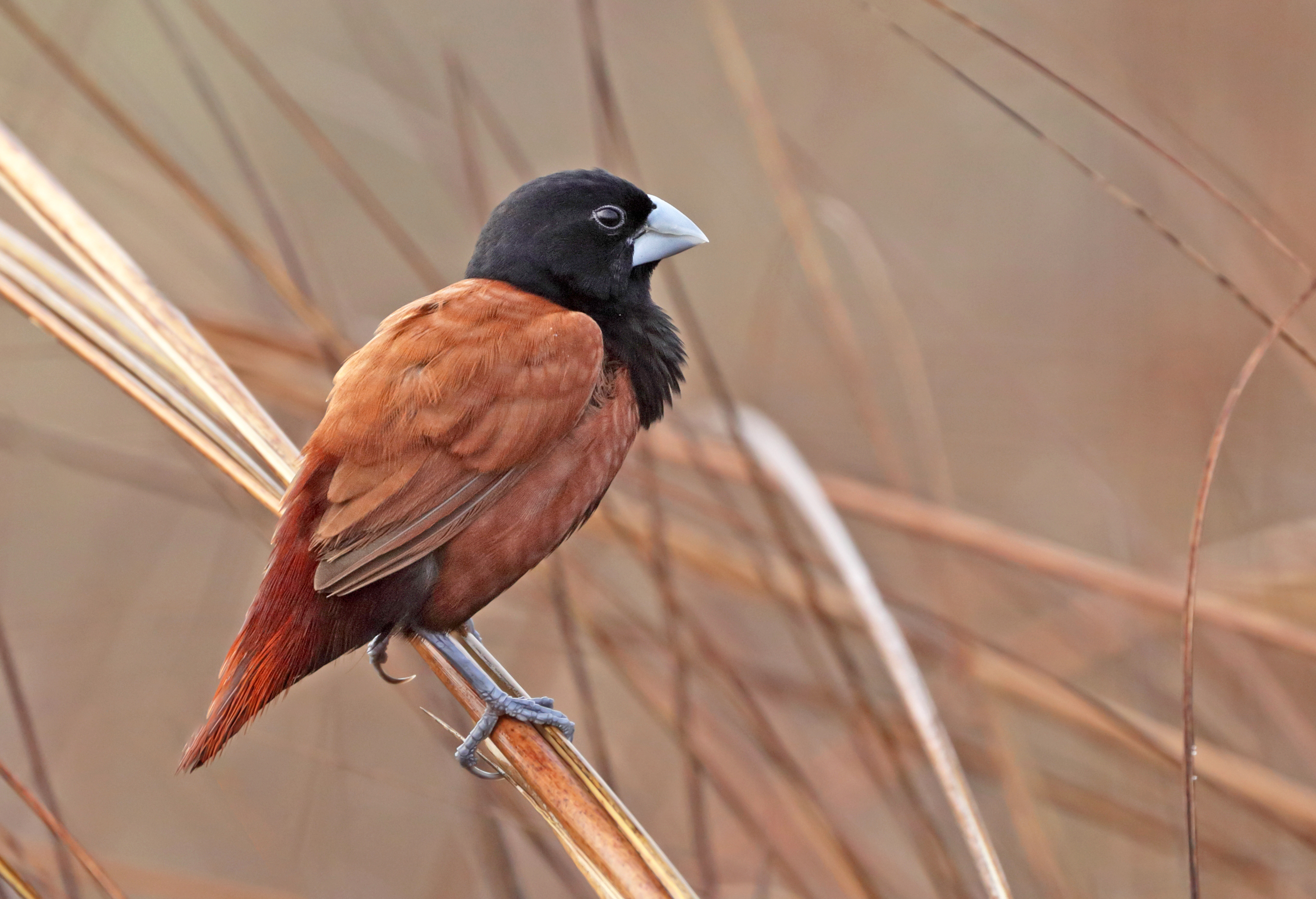
Чорноголова мунія

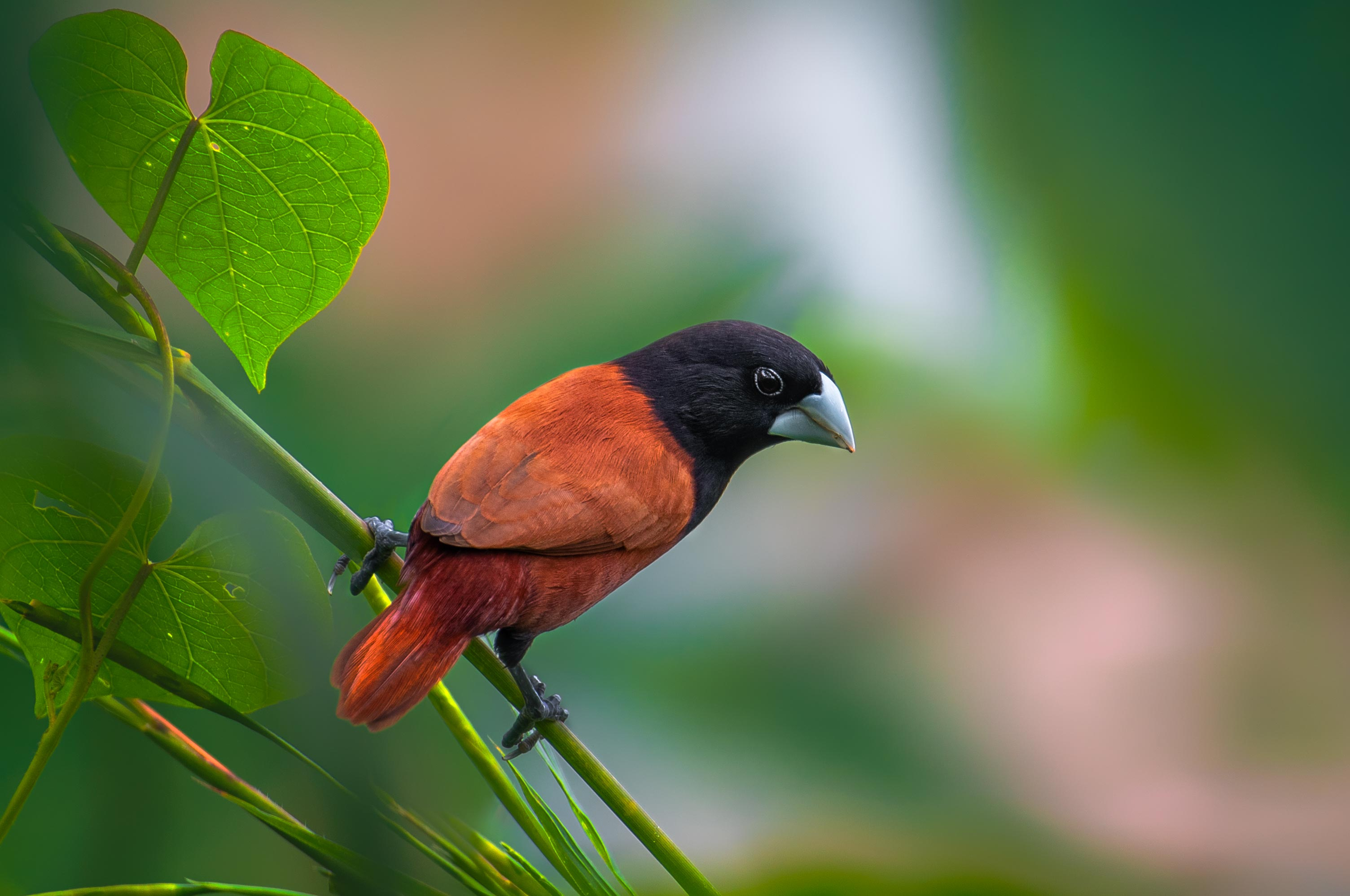
Чорноголова мунія

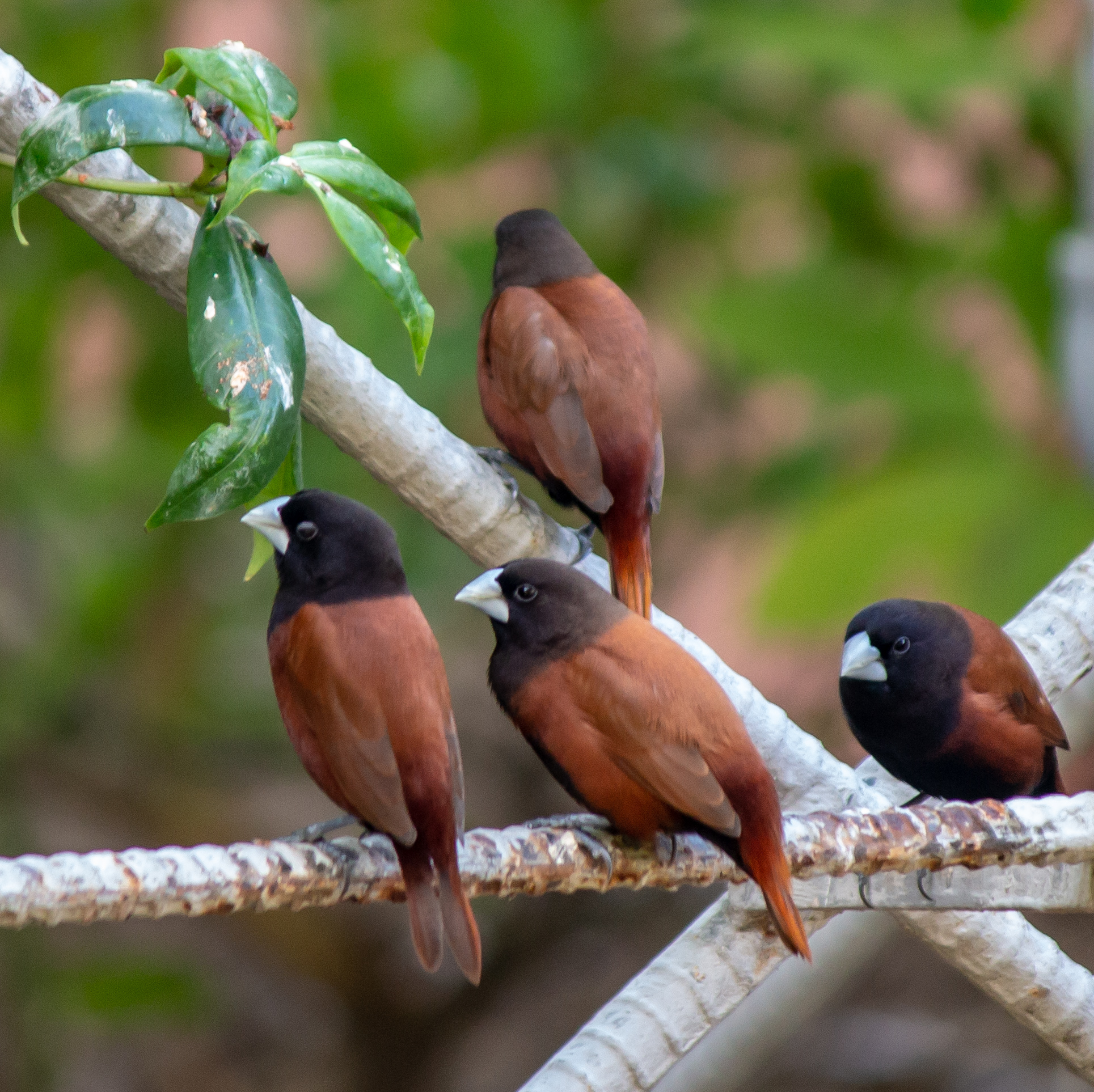
Зграйка чорноголових муній

Довжина птаха становить 11-12 см. Виду не притаманний статевий диморфізм. Верхня частина тіла коричнева. Голова, шия і верхня частина грудей чорні, верхні покривні пера хвоста і краї стернових пер бурувато-охристі. Груди, боки, крила і хвіст каштанові. Очі червонувато-карі або карі, дзьоб світло-сизий, лапи сірі. У молодих птахів верхня частина тіла рудувато-коричнева, горло з боків і горло сіруваті.

## Підвиди
Виділяють сім підвидів:
- L. a. rubronigra (Hodgson, 1836) — Північна Індія (від Хар'яни до північного Біхара) і південний Непал;
- L. a. atricapilla (Vieillot, 1807) — від південно-східного Непалу і Північно-Східної Індії до М'янми і північно-західного Юньнаня;
- L. a. deignani Parkes, 1958 — Таїланд, південно-східний Китай і Індокитай;
- L. a. sinensis (Blyth, 1852) — Малайський півострів, Суматра, острови Ріау, Лінґґа[de];
- L. a. batakana (Chasen & Kloss, 1929) — гори на північному заході Суматри;
- L. a. formosana (Swinhoe, 1865) — Тайвань і північний Лусон (північ Філіппінського архіпелагу);
- L. a. jagori (Martens, KE, 1866) — Філіппіни (за винятком північного Лусону), Калімантан, Сулавесі і сусідні острови (Тогіан[en], Муна, Бутон).

## Поширення і екологія
Чорноголові мунії мешкають в Індії, Непалі, Бангладеш, М'янмі, Китаї, Таїланді, Лаосі, В'єтнамі, Камбоджі, Малайзії, Індонезії, Брунеї, на Тайвані і Філіппінах. Також вони були інтродуковані на Великих Антильських островах і Мартиніці на Карибах, а також на Гаваях. Чорноголові мунії живуть в очеретяних і трав'янистих заростях на берегах водойм, на високотравних луках, рисових полях. Зустрічаються зграями, в Гімалаях на висоті до 1200 м над рівнем моря, на Калімантані на висоті до 1600 м над рівнем моря. Часто приєднуються до змішаних зграй птахів. Живляться насінням трав. Гніздування припадає на сезон дощів. Гніздо кулеподібне, в кладці від 4 до 8 яєць. Інкубаційний період триває 12-13 днів. Будують гніздо, насиджують яйця і доглядають за пташенятами і самиці, і самці. Пташенята покидають гніздо через 22-28 днів після вилуплення, однак батьки продовжують піклуватися про них ще 3 тижні.